# Поплавская, Ирина Ивановна
Ири́на Ива́новна Попла́вская (8 декабря 1924, Москва — 28 мая 2012, там же) — советский и российский кинорежиссёр и сценарист. Народная артистка Российской Федерации (2006), Заслуженный деятель искусств Кыргызстана (2003), член союза кинематографистов России, профессор, академик Государственной Академии Славянской культуры (ГАСК) и других академий.

## Биография
В 1941 году окончила музыкальное училище имени Гнесиных, в 1946 году — актёрское отделение театральной студии при Театре имени Ленинского Комсомола, в 1954 году — режиссёрский факультет ГИТИСа, в 1960 — Высшие режиссёрские курсы при киностудии «Мосфильм».
Во второй половине 1940-х годов — актриса Московского театра драмы и комедии, затем — режиссёр в театре и на радио.
- с 1965 года — режиссёр-постановщик киностудии «Мосфильм»,
- с 1994 года — заведующая кафедрой кино и театра Государственной Академии славянской культуры,
- с 2001 года — художественный руководитель христианской театральной студии «Свеча».

Автор книг: «Мой фильм. Исповедь кинорежиссёра» (М., Издательские программы правительства Москвы, 2004); опубликована повесть «Существование (Элегии личной жизни)» (роман-журнал «XXI век»); «Свеча Марии. Ирина Поплавская о Боге, о людях, о реке» (издательство «Триада», М., 2009).
Сняла игровые фильмы: «Месть», «Дорога к морю», «Джамиля», «Я — Тянь-Шань», «Горянка», «Василий и Василиса», «Матвеева радость», «Очарованный странник».
Заслуженный деятель искусств РСФСР (1987). Народная артистка РФ (2006).
Похоронена в Москве на Ваганьковском кладбище (уч. 15).

## Фильмография
- 1960 — Три рассказа Чехова (новелла «Месть»)
- 1964 — Ягодки (в киножурнале «Фитиль»)
- 1965 — Дорога к морю
- 1968 — Джамиля
- 1972 — Я — Тянь-Шань
- 1975 — Горянка
- 1981 — Василий и Василиса
- 1985 — Матвеева радость
- 1990 — Очарованный странник

## Награды
- Орден «Знак Почёта»
- Народная артистка Российской Федерации (26 июля 2006 года) — за большие заслуги в области искусства[3]
- Заслуженный деятель искусств РСФСР (3 сентября 1987 года) — за заслуги в области советского киноискусства[4]
- Заслуженный деятель искусств Кыргызстана (20 сентября 2003 года, Кыргызстан) — за большие  заслуги  в развитии и углублении кыргызско-российских отношений в области культуры и искусства[5]
- «Золотые ворота» — главный приз на МКФ в Сан-Франциско («Месть»)
- Диплом «За выдающийся фильм» на IV МКФ в Лондоне («Месть»)
- Приз «Калимэ» — за лучший иностранный фильм мира в Иэре, Франция («Джамиля»)
- Приз «За лучшую режиссуру» на МКФ в Картахене, Колумбия («Джамиля»)
- Почётные дипломы на внеконкурсных показах к/к «Джамиля» на Карфагенском мкф (Тунис) и в Кёсеге (Венгрия)
- Фильм «Джамиля» включён кинокритиками Бразилии в число лучших десяти картин мира (Сообщение ТАСС от 1 мая 1973 года)
- На международном фестивале фестивалей в Торонто (Канада) фильм «Василий и Василиса» удостоен почётного диплома (1988 год)
- Фильм «Очарованный странник» — приз «Золотой витязь» за лучшую мужскую роль на МКФ славянских фильмов